# توکو واچانان
توکو واچانان (به اسپانیایی: Tuku Wachanan) یک کوه در پرو است که در Peru, Ancash Region واقع شده‌است. توکو واچانان ۴٬۶۰۰ متر بالاتر از سطح دریا واقع شده‌است.